# Panzer-Jagd
Panzer-Jagd est un jeu vidéo de type wargame conçu par Richard W. Scorupski et publié par Avalon Hill en 1984 sur Atari 8-bit et Commodore 64. Le jeu se déroule pendant la Seconde Guerre mondiale et simule, au niveau tactique, des affrontements de blindés qui opposent les Russes et les Allemands sur le front de l’Est en 1943.Le jeu se joue uniquement contre l’ordinateur qui commande l’armée Russe. De son côté, le joueur commande les force allemandes, constituées d’une cinquantaine de tanks regroupés en pelotons de cinq, et supporté par de l’infanterie et de l’artillerie.

## Système de jeu
Panzer-Jagd est un wargame qui simule, à l’échelle tactique, des combats de véhicules blindés sur le front de l’Est de la Seconde Guerre mondiale. Le joueur incarne un commandant allemand et affronte l’ordinateur qui commande les forces russes. Le jeu est constitué d’un enchainement d’affrontement qui simule la progression des troupes allemandes en territoire ennemi. Chaque affrontement se déroule sur la carte d’un secteur générée aléatoirement et constituée de cases carrées qui représentent des plaines, des forêts, une ville et un ruisseau. Le joueur dispose au départ de douze escouades de chars d’assaut Panther, de quatre escouades de Panzer III et de neuf escouades d’infanterie supportées par de l’artillerie. Dans le premier affrontement, les forces ennemies sont composées de quatre escouades de chars T-34-85, de trois canons antichar et de trois escouades d’infanterie. Lors de chaque affrontement, l’objectif du joueur est d’éliminer toutes les unités ennemies ou de capturer la ville avant un certain nombre de tour, qui dépend du niveau de difficulté. Lorsque le joueur atteint son objectif, le programme génère une nouvelle carte défendue par de nouvelles unités russes et par les unités qui ont réussi à fuir lors de l’affrontement précédent. Le joueur ne bénéficie en revanche d’aucun renfort et ne peut compter que sur les unités ayant survécu lors de la bataille précédente. Le jeu n’a pas de véritable fin car le programme continue de générer de nouvelles cartes jusqu’à ce que le joueur ne dispose plus d’unité. Les performances du joueur sont cependant mesurées par un score qui évolue en fonction du nombre de secteur capturé, des unités ennemis détruite, des unités perdues et du nombre de tour joués.
Les unités sont caractérisées par leur puissance de feu, leur portée et leur capacité de mouvement. La puissance de feu d’une unité diminue en fonction des pertes subies au combat et l’unité est détruite quand sa puissance de feu devient nulle. Les unités allemandes de chars d’assaut disposent par ailleurs de réserves de carburants qui se vident plus ou moins vite en fonction des distances parcourues et des terrains traversées et qui sont remplies à la fin de chaque affrontement. Les unités russes sont initialement cachées au joueur et n’apparaissent à l’écran que si elles traversent un terrain ouvert ou si elles sont repérées par les troupes allemandes.  

## Développement et publication
Panzer-Jagd est développé par Richard W. Scorupski et publié par Avalon Hill en 1984 sur Atari 8-bit et Commodore 64. Par rapport à la version Commodore 64, la version Atari propose un scénario additionnel dans lequel le joueur commande un petit groupe de chars d’assaut et doit sécuriser les flancs d’une offensive de grande ampleur,.

## Accueil
À sa sortie, Panzer-Jagd fait l’objet de critiques mitigées dans la presse spécialisée. Le journaliste Jeff Seiken du magazine Computer Gaming World souligne d’abord la qualité de sa réalisation en expliquant que le jeu bénéficie de graphismes « colorés » et d’effets visuels et sonores réussis qui contribuent de manière « agréable » à l’ambiance du jeu. Il déplore par contre que les symboles représentant les unités soient parfois difficiles à distinguer les uns des autres et qu’il faut donc du temps pour s’y habituer. Concernant ses mécanismes de jeu, il juge « intéressant » le cache-cache qu’implique son brouillard de guerre mais estime que cet aspect ne l’empêche pas de devenir rapidement « stéréotypé » compte-tenu du manque de variété des terrains et du manque de différenciation entre les unités qui limitent fortement les options tactiques du joueur. Il conclut ainsi que le jeu n’est pas à la hauteur de son prix et que les joueurs intéressé par les combats tactiques entre véhicules blindés lui préféreront sans doute TAC (1983) ou Combat Leader (1983). Dans le même magazine, Matthew Costello juge au contraire qu’il s’agit d’un jeu « intéressant et amusant » qui se révèle « excitant » grâce aux surprises que réservent son brouillard de guerre et à la tension croissante créée par ses affrontements de plus en plus difficiles. De son côté, le journaliste Edward Bever du magazine Antic juge que malgré ses graphismes « ternes » et sa programmation en BASIC qui le rend un peu « lent », le jeu est « facile à prendre » en main et « bien structuré ». Il le décrit ainsi comme une simulation « crédible » des combats de véhicules blindés sur le front de l’Est qui nécessite de la concentration et de l’entrainement mais qui reste adapté aux débutants aussi bien qu’aux vétérans. Le journaliste de Softline déplore lui aussi la lenteur du programme mais estime qu’il s’agit néanmoins d’un « solide » wargame.